# Valiant Bank

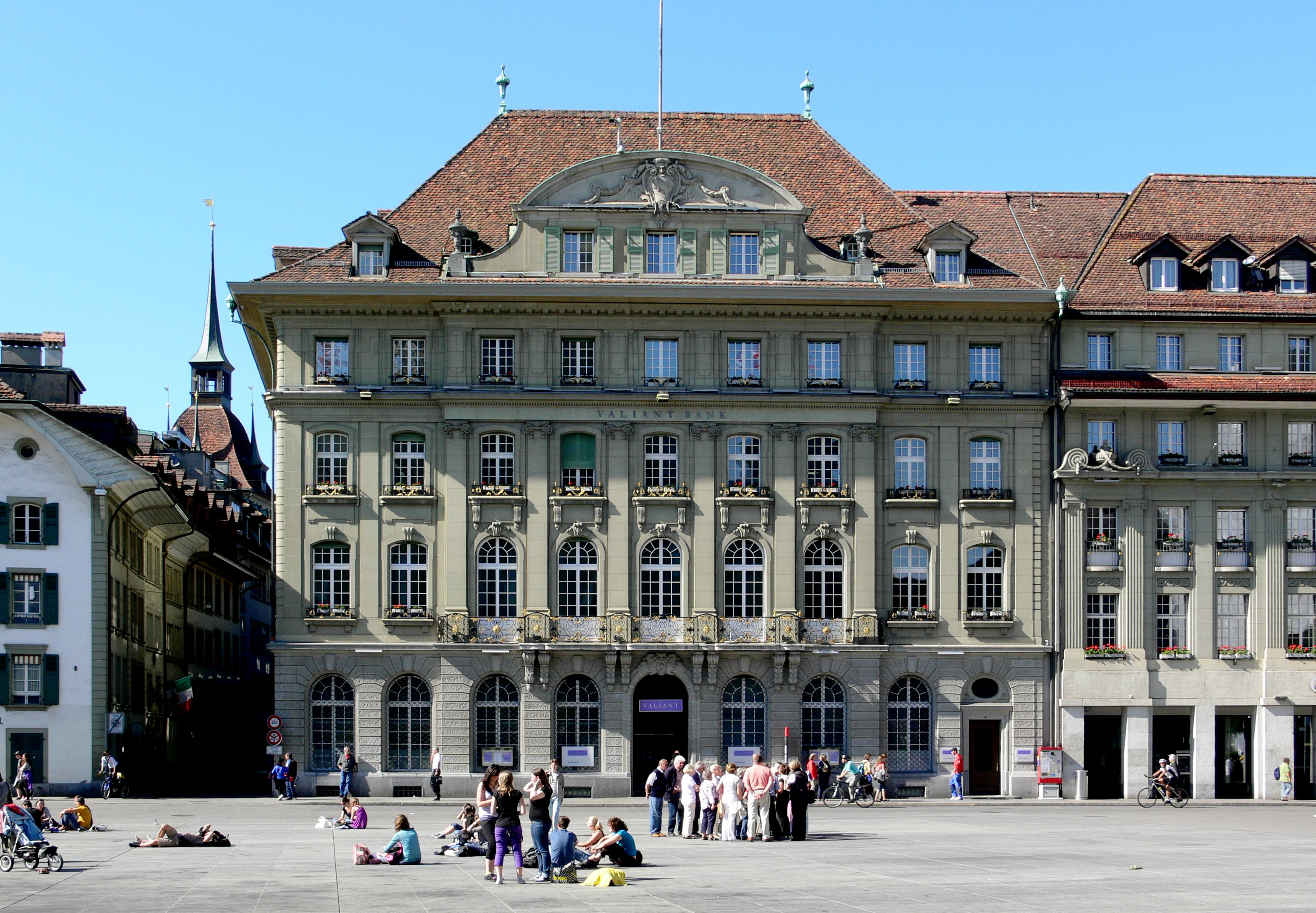
Hauptsitz der Valiant Bank am Bundesplatz 4 in Bern

Die Valiant Bank AG ist eine unabhängige, ausschliesslich in der Schweiz tätige Retail- und KMU-Bank. Valiant beschäftigt über 1100 Mitarbeitende, betreut rund 380'000 Kunden und weist eine Bilanzsumme von 36,5 Milliarden Schweizer Franken aus. Valiant erzielte 2020 einen Gewinn von 121 Millionen CHF. Das Geschäftsgebiet erstreckt sich über die Kantone Aargau, Basel-Landschaft, Basel-Stadt, Bern, Freiburg, Jura, Luzern, Neuenburg, Solothurn, St. Gallen, Thurgau, Waadt, Zug und Zürich.
Die Valiant Bank AG ist ein Tochterunternehmen der Valiant Holding AG. Diese ist im Handelsregister als Aktiengesellschaft eingetragen und hat ihren Sitz in Luzern. Ihre Aktien, die sich auf rund 34'000 eingetragene Aktionäre verteilen, sind an der SIX Swiss Exchange kotiert.

## Geschichte und Entwicklung

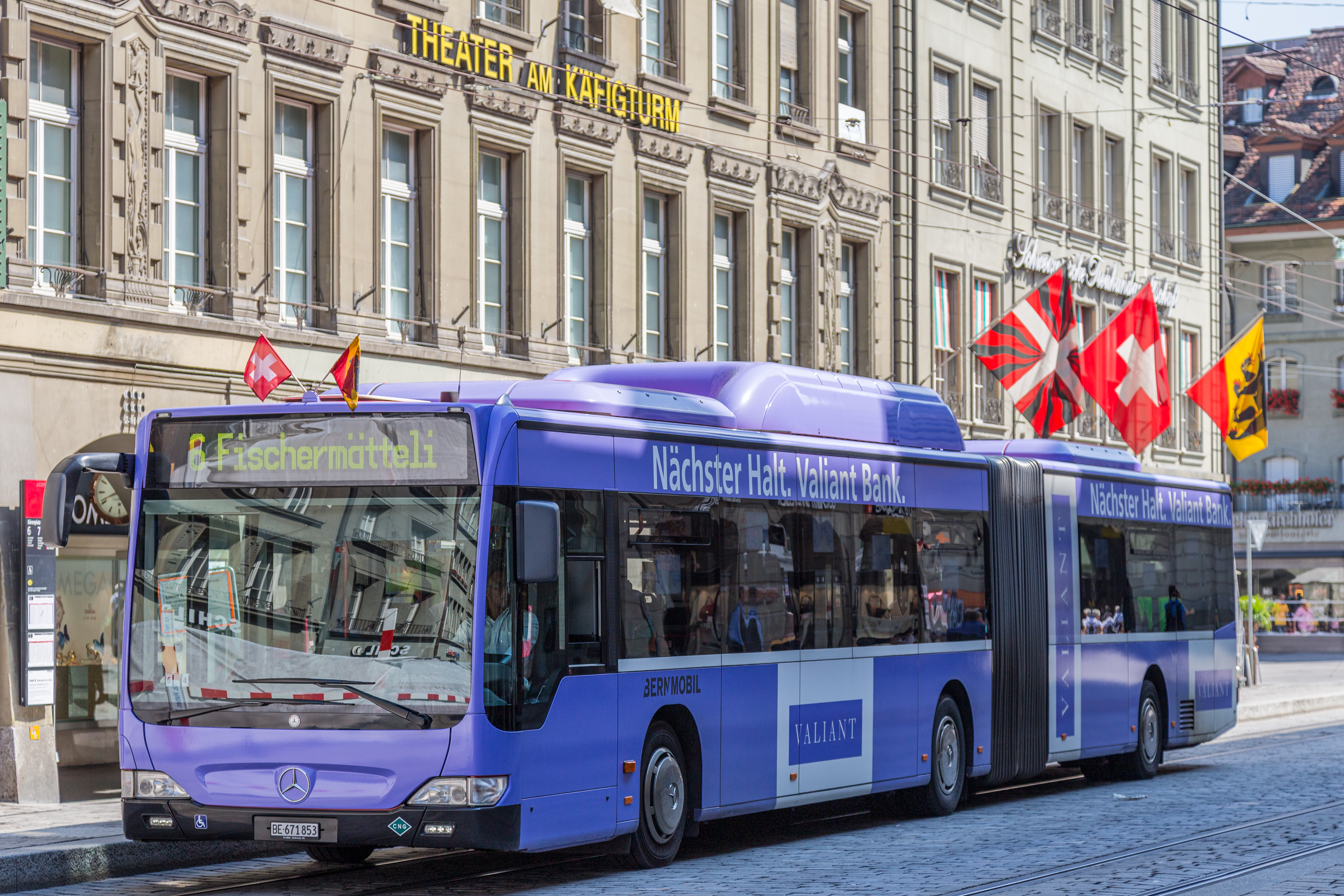
Werbung auf einem Stadtbus in Bern

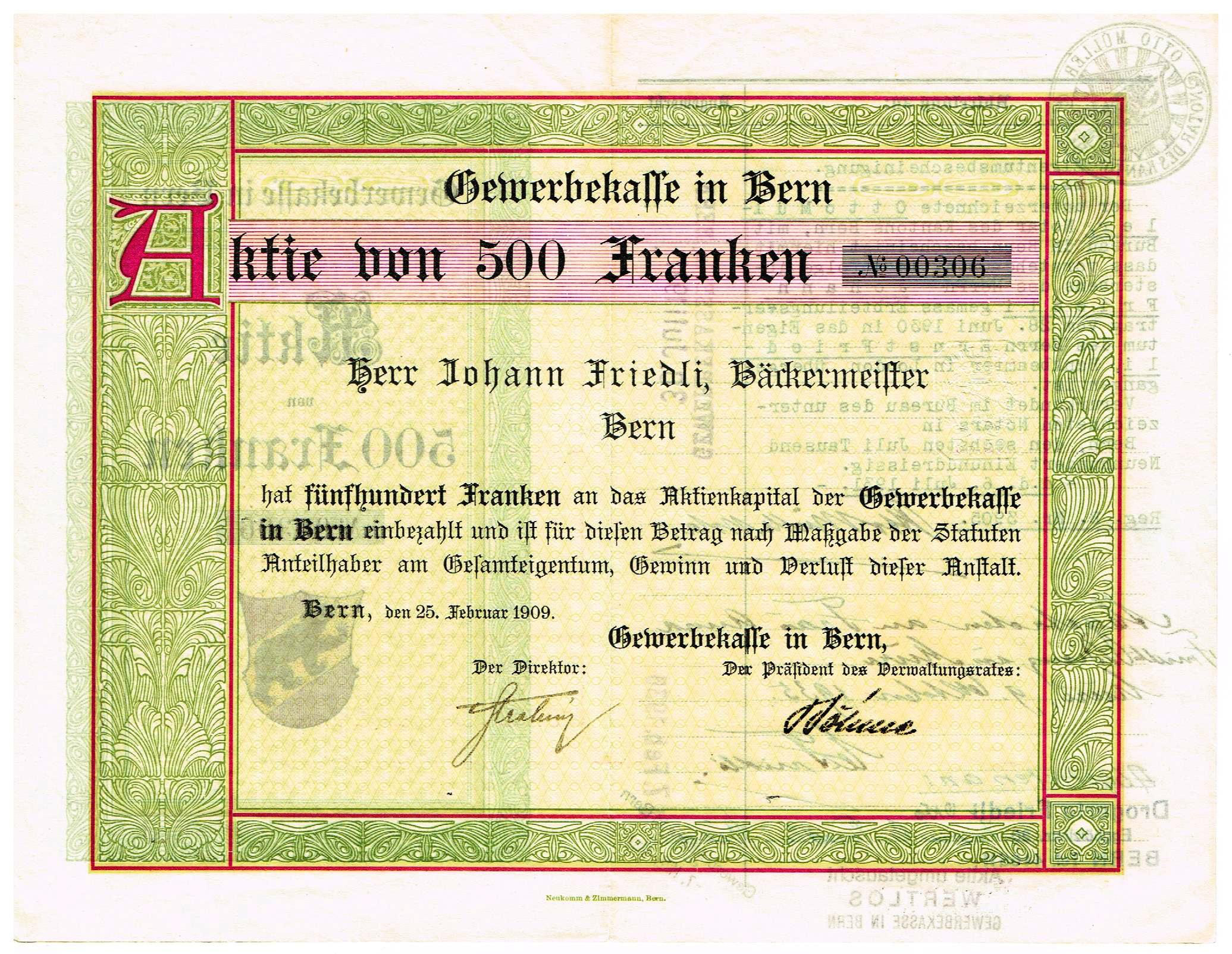
Namensaktie über 500 Franken der Gewerbekasse in Bern vom 25. Februar 1909

Aktie über 500 Franken der Spar- & Leihkasse in Bern vom 1. März 1930

Valiant ist Mitte 1997 durch den Zusammenschluss der drei Regionalbanken Spar- & Leihkasse in Bern, Gewerbekasse in Bern und BB Bank Belp unter einem Holdingdach entstanden. Bis heute sind unter dem Dach der Valiant Holding über 40 Banken vereinigt, deren Entstehungsgeschichte bis ins frühe 19. Jahrhundert zurückführt.
Wichtige Entwicklungen in der Bankgeschichte seit 1997 waren:
- Im Jahr 1997 wurde Valiant durch den Zusammenschluss der Spar- & Leihkasse in Bern, der Gewerbekasse in Bern und der BB Bank Belp gegründet.
- Im Jahr 2002 erfolgten die Fusionen mit der KGS Sensebank, der Luzerner Regiobank und der IRB Interregio Bank.
- In den Jahren 2008 bis 2011 erfolgten die Fusionen mit der Obersimmentalischen Volksbank, der Bank Jura Laufen, der Spar + Leihkasse Steffisburg und der Caisse d’épargne de Siviriez. Ausserdem hat Valiant in diesem Zeitraum die Vermögensverwalterin Investas gekauft, sechs neue Geschäftsstellen eröffnet, zwei Geschäftsstellen der Banque de Dépots et de Gestion integriert und die Kooperationen mit Postfinance, der Triba Partner Bank und der Zürcher Kantonalbank bekannt gegeben.

Im Jahr 2010 gab es Irritationen aufgrund Kursmanipulationen mit eigenen Aktien. Laut der KPMG-Wirtschaftsprüfer war der bemängelte Handel jedoch korrekt.
Seit Anfang 2011 nutzt die Valiant Bank die Gesamtbankenlösung Finnova. Ende 2011 wurden die vier Tochterbanken Valiant Bank, Banque Romande Valiant, Spar + Leihkasse Steffisburg und Valiant Privatbank unter dem Dach der Valiant Bank zusammengeführt.
In 2012 gab es eine Rüge der Finma wegen Marktmanipulation. Nach Erkenntnissen der Aufsicht kaufte die Bank, von August bis Oktober 2010, Valiant-Aktien um den sinkenden Kurs abzufangen.
Im März 2017 gaben die Valiant Holding AG und die luzernische Triba Partner Bank AG bekannt, dass Valiant die Triba übernehmen will. Inzwischen wurde der Kauf vollzogen. Mit dem Kauf von 36'741 zusätzlichen Triba-Aktien im Wert von 53,3 Millionen Franken erhöhte Valiant ihren Anteil am Aktienkapital der Triba von ursprünglich 30,6 Prozent auf neu 97,4 Prozent. Bis Mitte 2018 soll die Triba vollständig in Valiant integriert worden sein.
Im Jahr 2022 hat die Bank angekündigt, dass 23 Filialen geschlossen und 50 Vollzeitstellen abgebaut werden.